# Sermet Agartan

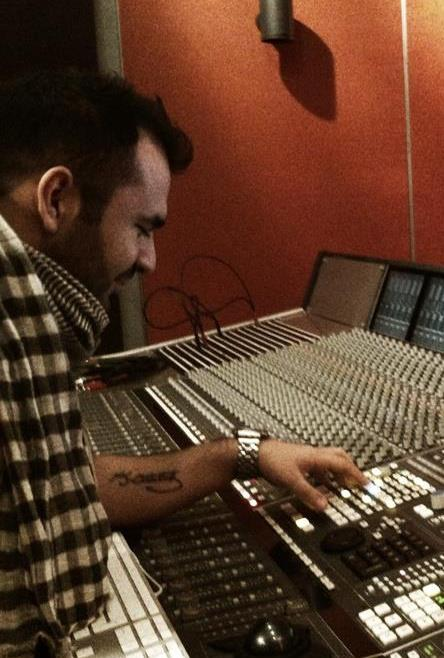
Sermet Agartan, 2012

Sermet Agartan (* 16. Mai 1990 in Berlin) ist ein deutscher Musikproduzent, Komponist, Songwriter, Podcaster und Tontechniker türkischer Abstammung.

## Leben
Agartan wuchs in einer Musikerfamilie auf und begann im Alter von 14 Jahren mit der Musik und fertigte Remixe an. Ein Moderator des türkischen Radiosenders Süper FM meldete sich bei ihm und wollte die Remixe in seiner Sendung abspielen.
Im Alter von 16 Jahren fing Agartan an, seine eigenen Beats zu produzieren. Da er damals bei einer Plattenfirma arbeitete, kam er in Musikerkreise und begann, Künstler zu produzieren und aufzunehmen.
2008 zog er mit seiner Familie in die Türkei. Sermet Agartan schrieb erstmals Songs auf seine eigenen Beats. So entstanden Songs wie Sen Bilmezsin. Er zog wieder nach Berlin und begann an der Akademie Deutsche POP mit der Ausbildung zum Tontechniker.
Agartans produzierte das Sefo-Stück Bei Dir sein, das im Videoportal youtube über eine Million Mal aufgerufen wurde, und Das Ende von KaanuN ft. Bektaş Güneş, das beim populären Radiosender Kiss FM gespielt wurde.
Er produzierte für den Berliner Rapper Massiv die zweite Single Solange mein Herz schlägt (feat. Sefo). Für das gleichnamige Album produzierte Agartan weitere zwei Remixe. 2013 erschien die Debütsingle des Newcomers Cihan Akbaba mit dem Titel Can Tanem auf iTunes mit einem exklusiven R’nBesk Remix, welches von Sermet Agartan produziert wurde. 2015 erschien das Video von Serc & Kazim Akboga zu Is mir egal auf Eko Freshs Channel, produziert, gemischt und gemastert von Sermet Agartan. Die in der Türkei erfolgreiche Sängerin Aynur Aydın beauftragte Agartan für die Remix-Version ihres Lieds Damla Damla.
Agartan übernahm im Jahr 2018 die Betreuung der türkischen Künstlerin Ayda und hatte bereits mehrere Veröffentlichungen. Dazu gehören Songs wie Senkron, Alla Beni Pulla Beni und International Mashup.
Gemeinsam mit Ebru Okatan moderiert Sermet Agartan seit November 2020 den Podcast „Alman Usulü“ (übersetzt „Auf deutsche Art und Weise“) in türkischer Sprache. Bei dem Podcast werden Themen wie türkische Musikgeschichte, türkische Serien und Unterhaltung, aktuelle Ereignisse und Geschehnisse behandelt.

## Diskografie
Alman Usulü – Podcast
(Hoster, Mixing and Mastering Engineer)
Audible Original – Die wunderbare Reise des kleinen Nils Holgersson mit den Wildgänsen
(Edit, Mixing & Mastering)
Audible – Internal Projects
(Edit, Mixing & Mastering)
Ayda – Alla Beni Pulla Beni
(Producer, Mixing Engineer)
Ayda – Ardında Gölge
(Producer, Mixing Engineer)
Ayda – Boğazda Yangın Var (Akustik Versiyon)
(Producer, Mixing, Mastering Engineer)
Ayda – Gidenlerden
(Producer, Mixing, Mastering Engineer)
Ayda – International Mashup
(Producer, Mixing, Mastering Engineer)
Ayda – Oldu Mu
(Producer, Mixing, Mastering Engineer)
Ayda – Senkron
(Songwriter, Producer, Mixing, Mastering Engineer)
Ayda – Son Durak
(Producer, Mixing Engineer)
Ayda – Uçurumlar
(Producer, Mixing, Mastering Engineer)
Ayda feat. Sermet Ağartan – Bu Dağlar Kömürdendir
(Producer, Mixing, Mastering Engineer)
Aynur Aydın – Sahiden (Sermet Ağartan Remix)
(Producer, Mixing, Mastering Engineer)
Bektaş Güneş feat. Sefo – Sen Bilmezsin
(Songwriter, Producer, Mixing, Mastering Engineer)
Gizem Özgün – Kesik Çayır
(Producer, Mixing, Mastering Engineer)
Massiv – Solange mein Herz schlägt
(Producer, Mixing Engineer)
Massiv – Solange mein Herz schlägt (Live Remix)
(Producer, Mixing Engineer)
Massiv – Träume (Remix)
(Producer, Mixing Engineer)
SEFR – Grüne Augen
(Producer, Mixing, Mastering Engineer)
SEFR – Ich hab‘ genug
(Producer, Mixing, Mastering Engineer)
SEFR – Sevemem
(Songwriter, Producer, Mixing, Mastering Engineer)
Serc feat. Kazım Akboğa – Is mir Egal
(Producer, Mixing, Mastering Engineer)
Serc feat. Kazım Akboğa – Isso weil isso
(Producer, Mixing, Mastering Engineer)